# 基那银行
基那银行（Kina Bank）成立于1985年，是一家多元化的金融服务公司，位于巴布亚新几内亚莫尔兹比港。在莫尔兹比港证券交易所 (PNGX:KSL) 和澳大利亚证券交易所 (ASX:KSL) 上市。澳盛銀行於2019年將其巴布亚新几内亚的業務售予那银行。

## 相关链接
- Kina Bank官方网站 （页面存档备份，存于）